# David Engel (actor)
David Engel (nacido en 1959) es un cantante, actor y bailarín estadounidense de Broadway.

## Biografía

### Carrera
Engel es ganador de seis premios Ovation Awards otorgados por la Los Angeles Stage Alliance. Ha actuado en el Tonight Show, en el Royal Variety Performance ante la Reina Isabel II, y copresentó la Gala Inaugural Presidencial en el Kennedy Center.

### Teatro
Engel ha participado en numerosas producciones de Broadway y Off-Broadway. Creó (y protagonizó) el papel de Hanna de Hamburgo en la producción original de La Cage aux Folles. Engel ha tenido una extensa carrera actuando en producciones de teatro regional de musicales, incluyendo Six Dance Lessons In Six Weeks en el Laguna Playhouse, The Addams Family en el Gateway Playhouse, y Mamma Mia! en el Patchogue Theatre. También ha dirigido muchas producciones.

### Cine
En 2009 apareció en la película Forever Plaid: The Movie (dirigida por Stuart Ross). Interpretó el papel de "Smudge" en esta película, un papel que él mismo creó para la producción original de Forever Plaid en New York City. Apareció por primera vez en el cine en 1982 en The Best Little Whorehouse in Texas (film), en 2001 en New Port South, y en 2006 en los cortometrajes Zombie Prom y The Albino Code.
Engel es el creador y director del "Logo-Fanfare" de MGM/UA Home Video que encabeza cada lanzamiento en video. Dirigió y produjo That's Entertainment! III, un documental que presenta escenas de clásicos musicales de MGM.

## Vida personal
Engel está casado con el director Larry Raben. Se conocieron durante la producción original de Forever Plaid en 1989 y han trabajado juntos con frecuencia desde entonces.